# Річковий світ
«Річковий світ» (англ. Riverworld) — науково-фантастична гексалогія письменника Філіпа Хосе Фармера (Philip José Farmer).

## Огляд
Світ Річки — це подібна до Землі планета, розташована на невизначеній відстані від Сонячної системи в майбутньому за кілька тисячоліть. Поверхня планети була тераформована, щоб утворюватись винятково з однієї надзвичайно довгої долини річки. Витік річки — маленьке північне полярне море, від якого вона протікала меридіональними зигзагами однією з півкуль, робила коло навколо південного полюсу й потім так само зигзагоподібно прямувала знову до північного полюсу, поки знову не впадала до полярного моря. Річка має середню ширину 1,5 милі й глибину близько 1000 футів — мілка біля берега, але різко поглиблюється до середини. Береги річки плавні й пологі, перетворюються на широкі рівнини з обох сторін, потім вони підвищуються у все більш ступінчасті пагорби перед стрибком в абсолютно неприступний гірський хребет, вищий за Гімалаї. Долина річки в середньому 9 миль в ширину, включаючи вузини й рідкісні розширення в озера з островами. Довжина річки від витоку до гирла – 20 мільйонів миль.
Погода планети абсолютно керована; немає пір року, і щоденні зміни погоди регулярні. Єдиними тваринами є земляні хробаки й риби. Рослинність буйна й дуже різноманітна, включає дерева, ліани, кілька видів бамбука та пружний килим із трави, що вкриває рівнини та просувається вздовж русла річки глибоко під воду. У Світу Річки немає супутників, але є велика кількість зоряних об’єктів у небі, включаючи газові туманності й зірки, які досить близько, щоб бачити видимий диск. Ці об’єкти забезпечують достатньо світла, щоб бачити вночі та призвели до припущення, що Світ Річки розташований у галактичному ядрі.
Історія Світу Річки починається, коли майже все людство, з часів першої людини розумної до початку XXI століття, одночасно воскресло вздовж берегів річки. Первинно рік обмеження було дано як 1983 (коли романи було видано вперше), але його було дещо віддалено у пізніших публікаціях. Приводом для обмеження було знищення більшої частини людства під час катастрофічного першого контакту з інопланетянами, що відвідали Землю. Число воскреслих людей дано як «тридцять шість мільярдів, шість мільйонів, дев’ять тисяч, шістсот тридцять сім» (36 006 009 637). Принаймні 20 % з них жили у XX столітті. Це пов’язано з великою кількістю населення у пізніших століттях у порівнянні з більш ранніми. Воскресли всі за винятком дітей, що померли до п’ятирічного віку, розумово відсталих людей і душевнохворих.
У кожній області є первинно три групи людей: велика група з одного періоду часу й місця, менша група з іншого часу й місця, й дуже мала група людей з випадкових часів та місць (більшість людей XX і XXI століття розподілено вздовж річки як частину цієї останньої групи).
Люди отримали гарантію відродження після смерті, їм забезпечується регулярне харчування та інше забезпечення, однак, у людей немає зброї та інших досягнень прогресу. Здавалось би — створено рай для людей, але люди хочуть дізнатись всю правду про світ, де опинились.

## Книги серії
- «У свої зруйновані тіла поверніться» (To Your Scattered Bodies Go, 1971)
- «Казковий корабель» (The Fabulous Riverboat, 1971)
- «Темний задум» (The Dark Design, 1977)
- «Магічний лабіринт» (Magic Labyrinth, 1980)
- «Боги Світу Річки» (Gods of Riverworld, 1983)
- «Річка Вічності» (River of Eternity, 1983)
- Міжавторська збірка «Легенди Світу Річки» (Tales of Riverworld, 1992), складена Ф. Фармером, куди увійшли твори:
  - «Через темну річку» (Crossing the Dark River)
  - «Діра в пеклі» (A Hole in Hell) // Автор: Філіп Фармер під псевдонімом Дейн Хелстром
  - «Благословенна земля» (Graceland) // Автор: Аллен Стіл
  - «Усяка людина Бог» (Every Man a God) // Автори: Майк Резнік, Баррі Молзберг
  - «Забави Світу Річки» (Blandings on Riverworld) // Автор: Філіп Дженнінгс
  - «Два злодія» (Two Thieves) // Автор: Гаррі Тертлдав
  - «Рай для дурнів» (Fool’s Paradise) // Автор: Ед Горман
  - «Веселі молодці Світу Річки» (The Merry Men of Riverworld) // Автор: Джон Грегорі Бетанкур
  - «Незавершена справа» (Unfinished Business) // Автор: Роберт Вейнберг
- Міжавторська збірка «Пригоди Світу Річки» (Quest to Riverworld, 1993)
  - «Забави Світу Річки» (Blandings on Riverworld) // Автор: Філіп Дженнінгс
  - «Вгору Світлою Річкою» (Up the Bright River)
  - «Коли не подобається п’єса королю» (If the King Like Not the Comedy) // Автор: Джоді Лінн Най
  - «Так вже ми влаштовані» (Because It’s There) // Автор: Джеррі Олшен
  - «Край чудес» (A Place of Miracles) // Автор: Оул Говінбек
  - «Вистави Дягілєва» (Diaghilev Plays Riverworld) // Автор: Роберт Шеклі
  - «Таємні злочини» (Secret Crimes) // Автор: Роберт Семпсон
  - «Медаль героя» (Hero’s Coin) // Автор: Бред Стрікланд
  - «Дух людини, дух жука» (Human Spirit, Beetle Spirit) // Автор: Джон Грегорі Бетанкур
  - «Не повернути» (Nevermore) // Автори: Девід Бішофф, Дін Веслі Сміт
  - «Старі солдати» (Old Soldiers) // Автор: Лоуренс Уотт-Еванс
  - «Легенди» (Legends) // Автор: Естер Фріснер
  - «Стівен набуває відваги» (Stephen Comes into Courage) // Автор: Рік Вілбер
  - «Рулетка у Світі Річки» (Riverworld Roulette) // Автор: Роберт Вейнберг
  - «Кода» (Coda)

## Герої серії
Для частини героїв Світу Річки існували реальні історичні прототипи, решту героїв було придумано.
Герої, що реально існували:
- Річард Френсіс Бертон — головний герой книги. Є реальною людиною, що жила у 1821—1890 роках. Англієць. Знаменитий дослідник, першовідкривач озера Танганьїка; перший європеєць, який увійшов до забороненого ефіопського міста Харар й при цьому залишився живим; прекрасний лінгвіст, антрополог, перекладач, поет, письменник та один з найвидатніших фехтувальників свого часу. Вдаючи з себе мусульманина, він відвідав Мекку, а потім написав найкращу з книг, присвячених цьому священному місту. Його перу належить найвідоміший переклад «Тисячі і одної ночі», посилання та примітки якого розкривають багато езотеричних таємниць африканського та азійського життя.
- Аліса Плезанс Лідделл Харгрівз (1852—1934), англійка; дочка Генрі Джорджа Лідделла, віце-канцлера Оксфордського університету. У десятирічному віці міс Харгрівз надихнула Льюїса Керролла написати «Алісу в Країні чудес» і стала прообразом головної героїні.
- Аменхотеп IV (Ехнатон) (1364—1347 до н. е. або 1351—1334 до н. е.), десятий фараон XVIII династії єгипетських фараонів, видатний політик, знаменитий релігійний реформатор, за часів правління якого відбулись значні зміни у єгипетському житті — у політиці та релігії.
- Афра Бен (1640—1689), англійка; за часів Чарльза II виконувала в Нідерландах таємні шпигунські доручення; згодом стала скандальною письменницею новел, поем, і п’єс; перша жінка в Англії, яка заробляла на життя виключно своїми творами.
- Джон Джонстон [1] (він же — «Пожирач печінки» Джонстон, він же — «Вбивця Кроу» Джонстон) (1824—1900), фермер, моряк, водій, розвідник, мисливець, скаут тощо, який послужив прототипом для героя Роберта Редфорда Джеремайї Джонсона в однойменному фільмі.
- Герман Герінг (1893—1946), політичний, державний та військовий діяч нацистської Німеччини, рейхсміністр авіації, рейхсмаршал.
- Джек Лондон (1876—1916), американський письменник, найбільш відомий, як автор пригодницьких романів та оповідань.
- Ерік Кривава Сокира, син Гаральда Хорфагера, що об’єднав Норвегію, ватажок вікінгів і капітан корабля «Дрейрагр», на якому вони із Семюелем Клеменсом і Джо Міллером подорожували Річкою у пошуках металу. Був власником сталевої сокири, виготовленої з невеликого метеориту.
- Жан Батист Антуан Марселен, барон де Марбо (1782—1854), француз; невеликого зросту, але дуже сильна й рухлива людина. Б’ючись під началом Наполеона, він отримав безліч бойових поранень і показав себе відчайдушним сміливцем. Його «Спогади життя й походів» настільки причарували Артура Конан Дойла, що, базуючись на подвигах де Марбо, той написав кілька оповідань про бравого бригадира Жерара.
- Джон (Іоанн) Безземельний (1167—1216), король Англії (з 1199) і герцог Аквітанії з династії Плантагенетів. Брат Річарда Левове Серце.
- Лотар фон Ріхтгофен (1894—1922), молодший брат Манфреда фон Ріхтгофена (1892—1918) — знаменитого аса Першої світової війни на прізвисько «Червоний Барон», також льотчик-винищувач.
- Пітер Джейрус Фрайгейт (1918—1983), американський письменник-фантаст. Вважається, що цьому персонажу Фармер подарував багато рис свого характеру й частину своєї біографії.
- Сірано де Бержерак (1619—1655), французький драматург, поет і письменник, попередник наукової фантастики.
- Семюел Ленгхорн Клеменс (1835—1910), видатний американський письемнник, сатирик, журналіст і лектор. Писав під псевдонімом Марк Твен.
- Нуреддін ель-Музафір (1164—1258), народився в мавританській Іспанії; помер у Багдаді. Неортодоксальний мусульманин; суфій, послідовник містичної і тим не менше доволі реалістичної дисципліни, якої притримувався Омар Хаям.
- Тай-Пен (Лі Бо) (710—762), народився у тюрксько-китайській родині, далеко від батьківщини пращурів; помер в Китаї, заслуживши славу одного з найвидатніших поетів; вважався п’яницею і майстром бою на мечах, невтомним коханцем і бродягою.
- Том Мікс, відомий актор, знімався у вестернах у 1920-их і 1930-их роках.
- Том Мільєн Терпін (1871—1922), афроамериканець; народився в Саванні, штат Джорджия; помер у Сент-Луїсі. Вважався дуже талановитим піаністом. У 1897 році його «Гарлемський регтайм» став першою виданою п’єсою, написаною чорним композитором. Свого часу Терпін був негласним господарем найнебезпечнішого району Сент-Луїса, який славився борделями, підпільними барами й притонами.

Придумані і легендарні герої:
- Джо Міллер, тітантроп зростом десять футів (бл. 3 м), важив вісімсот фунтів (бл. 360 кг) й був сильним, як десять гомо сапієнс, разом узятих. Але його гігантизм мав і свої мінуси. передусім — плоскостопство. Семюел Клеменс часто називав Джо Великим Плосконогим, і з усіма підставами. Ноги Джо не витримували тривалої ходьби, й навіть під час відпочинку біль не минав.
- Одіссей (Улісс), у давньогрецькій міфології цар Ітаки, що прославився як учасник Троянської війни, один з ключових персонажів «Іліади», головний герой поеми «Одіссея». В романах (як потім з’ясовується) насправді під цим ім’ям приховувався етик Лога.
- Гвіневра, дівчинка з кельтського племені, що померла у дитинстві. Збіг імен з дружиною короля Артура є випадковим.
- Казз (Каззінтуйтруаабама, Людина-яка-вбила-довгозубого), неандерталець, супутник і друг Бертона.
- Умслопогаас, прототип відомого героя-зулуса з роману Райдера Хаггарда.

## Цікаві факти
- Видавництво «Shasta», якому Фармер запропонував роман «Потребуючи плоті» («I Owe for the Flesh», 1962), розорилось, й рукопис було втрачено в редакційних архівах. Згодом цей роман став основою для першої книги пенталогії «Світ Річки», що приніс письменнику «Х’юго», а знайдений манускрипт було перероблено й опубліковано лише 1983 року під назвою «Річка Вічності» («The River of Eternity»).

## Екранізації
- Боги річкового світу (фільм, 2003)
- Боги річкового світу (фільм, 2010)
- Річковий світ (фільм у двох частинах, 2010)

## Комп’ютерні та відеоігри
- У 1998 році компанія Cryo Interactive Entertainment випустила комп’ютерну гру "Philip Jose Farmer's Riverworld" за мотивами серії "Світ річки". Жанр гри визначити важко, це й стратегія, і екшн, і РПГ одночасно. Головний герой гри Річард Бартон (Бертон). Гра пройшла непоміченою широким загалом. Огляд гри на www.old-games.ru [Архівовано 5 листопада 2011 у Wayback Machine.]